# رشوان (اسم)
رشوان هو اسم علم مذكر من أصل عربي، ومعناه هو المصانع، المتساهل.

## شخصيات تحمل الاسم
- رشوان باشا محفوظ (1886 – )
- رشوان توفيق (ممثل مصري، 24 نوفمبر 1933 – )
- رشوان سعيد (ممثل مصري)
- رشوان مصطفى (ممثل مصري، 5 نوفمبر 1923 – 16 مايو 1999)

## وصلات خارجية
- موسوعة السلطان قابوس لأسماء العرب نسخة محفوظة 5 أبريل 2019 على موقع واي باك مشين.